# Емпайр (Огайо)
Емпайр (англ. Empire) — селище (англ. village) в США, в окрузі Джефферсон штату Огайо. Населення — 232 особи (2020).

## Географія
Емпайр розташований за координатами 40°30′42″ пн. ш. 80°37′34″ зх. д. / 40.51167° пн. ш. 80.62611° зх. д. (40.511686, -80.626117).  За даними Бюро перепису населення США в 2010 році селище мало площу 0,78 км², уся площа — суходіл.

## Демографія
Згідно з переписом 2010 року, у селищі мешкало 299 осіб у 119 домогосподарствах у складі 82 родин. Густота населення становила 384 особи/км².  Було 139 помешкань (179/км²).
Расовий склад населення:
| - 94,6 % — білих - 2,7 % — чорних або афроамериканців - 2,0 % — корінних американців |

До двох чи більше рас належало 0,7 %. Частка іспаномовних становила 0,0 % від усіх жителів.
За віковим діапазоном населення розподілялося таким чином: 25,1 % — особи молодші 18 років, 65,5 % — особи у віці 18—64 років, 9,4 % — особи у віці 65 років та старші. Медіана віку мешканця становила 36,7 року. На 100 осіб жіночої статі у селищі припадало 88,1 чоловіків;  на 100 жінок у віці від 18 років та старших — 86,7 чоловіків також старших 18 років.
Середній дохід на одне домашнє господарство  становив 46 478 доларів США (медіана — 27 500), а середній дохід на одну сім'ю — 51 055 доларів (медіана — 45 179). За межею бідності перебувало 28,1 % осіб, у тому числі 73,1 % дітей у віці до 18 років та 0,0 % осіб у віці 65 років та старших.
Цивільне працевлаштоване населення становило 116 осіб. Основні галузі зайнятості: транспорт — 22,4 %, освіта, охорона здоров'я та соціальна допомога — 19,8 %, мистецтво, розваги та відпочинок — 19,0 %.